# Tumor desmoide

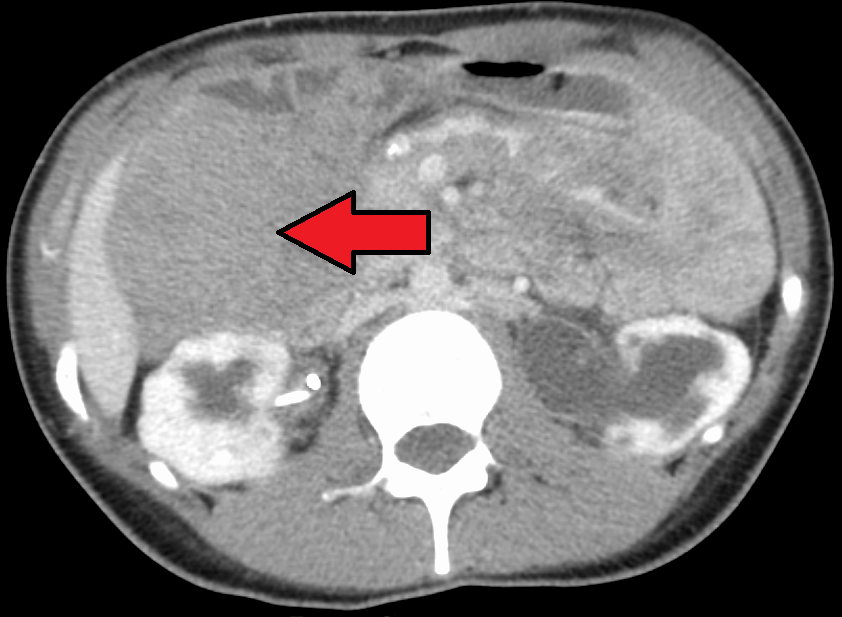
Tumor desmoide

El tumor desmoides (conocido también como fibromatosis agresiva) se trata de grandes masas infiltrantes, resultado de la proliferación de miofibroblastos bien diferenciados, que recidivan con frecuencia.

## Epidemiología
Los tumores desmoides son responsables de menos del 3% de los tumores de tejidos blandos. Son considerados una enfermedad huérfana por su baja incidencia anual (1/250 000, 1/500 000). Es un trastorno que aparece entre los 15 y 60 años, aunque con más frecuencia durante la adolescencia y con un pico de edad a los 30 años, predominando en las mujeres.
La mayor parte de estos tumores son esporádicos, pero existen casos familiares (5-10%) en los pacientes con poliposis adenomatosa familiar y que tienen mutaciones en la línea germinal de APC tienen mayor predisposición a estos. [[]]

## Etiología
La etiología del tumor desmoides es desconocida y la mayor parte aparece de forma esporádica. En un 85% de estos tumores se ha encontrado una mutación en el gen de la betacatenina (CTNNB1), se han descrito tres mutaciones distintas 41A, 45 y 45F. La mutación 45F esta asociada con un mayor riesgo de recidiva.
También se observa una mayor frecuencia en pacientes con poliposis adenomatosa familiar, mayoritariamente por una mutación en el gen APC. Los tumores desmoides que surgen en un contexto de poliposis adenomatosa familiar tienen predilección por el sitio quirúrgico previo, siendo la cirugía previa un factor de riesgo. En los pacientes tratados con colectomía profiláctica, los tumores desmoides son causa más importante de morbilidad y mortalidad que el cáncer de colón.
Los tumores desmoides ocurren con mayor frecuencia en la mujer durante o después del embarazo, la evidencia anecdótica sugiere que el trauma de la pared abdominal y los altos niveles de estrógenos son la posible causa. En la variante asociada al embarazo existe peor resultado en general.

## Tratamiento y manejo
Se tratan de tumores con gran capacidad infiltrante a nivel local por lo que suele resultar complicado extirparlos por completo. Debido a esto, los esfuerzos más recientes se han centrado en el tratamiento médico y la radioterapia como alternativas a la cirugía.
Aun así,  la resección quirúrgica completa sigue siendo la base terapéutica de los tumores desmoides. En tumores irresecables, aquellos que no sean candidatos a resección quirúrgica con márgenes libres (R0) o los acompañados por una pérdida funcional inaceptable, se emplean tratamientos no quirúrgicos como radioterapia, terapia anti estrogénica (tamoxifeno, por ejemplo), agentes inflamatorios no esteroideos (inhibidores de la ciclooxigenasa 2), diversas pautas de quimioterapia y/o inhibidores de la tirosina cinasa.

## Pronóstico
Se produce recidiva local en cerca del 70% de los casos. El pronóstico depende del tipo de tumor. La esperanza de vida depende de la localización de la tumoración, siendo normal para los tumores abdominales y extraabdominales pero siendo más baja en aquellos tumores intraabdominales que debido a su infiltración provoquen complicaciones como obstrucción intestinal, hidronefrosis o sepsis. Las resecciones quirúrgicas repetidas conllevan un mayor riesgo de morbilidad.
Aunque se clasifica como un tumor  histológicamente benigno por la adecuada diferenciación de los miofibroblastos que lo componen y su incapacidad de producir metástasis a distancia, su morbimortalidad es muy elevada debido a la agresiva infiltración local.

## Morfología
Los tumores desmoides se tratan de masas mal delimitadas, firmes, de color gris-blando, con un tamaño entre 1 y 15 cm en su diámetro máximo. Son elásticas y duras, y producen  una infiltración considerable del músculo, el nervio y la grasa circundantes.
El patrón histológico característico consiste en fibroblastos con características citológicas benignas organizados en fascículos anchos unidos entre colágeno denso.